# Shang Yang Jia
Yang Jia (cinese: 陽甲), anche denominato Xiang Jia (象甲) o He Jia (和甲), nome personale Zi He (子和) (... – 1401 a.C.) fu un re della Dinastia Shang, che regnò dal 1408 a.C. fino alla sua morte.
Nello Shiji (Memorie di uno storico) viene indicato da Sima Qian come il diciottesimo sovrano Shang, succeduto al cugino di suo padre Nan Geng. Salì sul trono nell'anno di Renxu (Cinese: 壬戌), stabilendo Yan (odierna Qufu) come capitale. Regnò per circa 7 anni (secondo altre fonti 17) e gli venne assegnato il nome postumo di Yang Jia. Gli succedette il fratello minore, Pan Geng.
Alcune incisioni oracolari su osso rinvenuti a Yin Xu, invece, lo indicano come il diciassettesimo sovrano Shang e che il nome postumo sarebbe stato Xiang Jia (Cinese: 象甲).